# Tré Cool
Tré Cool, właściwie Frank Edwin Wright III (ur. 9 grudnia 1972 we Frankfurcie nad Menem w Niemczech) – amerykański muzyk, perkusista zespołu Green Day.
Urodził się w Niemczech, lecz wychował w USA. Syn weterana wojny wietnamskiej.
Dorastał w górach hrabstwa Mendocino, w stanie Kalifornia. W wieku dwunastu lat, Tré wstąpił do punkowego zespołu The Lookouts, w którym śpiewał jego najbliższy sąsiad, Lawrence Livermore. Livermore nadał mu pseudonim Tré Cool, co po francusku oznacza "bardzo dobrze". Zespół zaczął występować na popularnej scenie Gilman Street w Berkeley. Kiedy John Kiffmeyer (pseudonim Al Sobrante), pierwszy perkusista Green Day, odszedł z zespołu, Tré zajął jego miejsce. W marcu 1995 roku, Tré Cool ożenił się z Liseą Lyons. Mają ze sobą córkę – Ramonę. Jednak tak samo, jak w przypadku Mike'a Dirnta, małżeństwo Tré rozpadło się. W 2000 roku zawarł związek małżeński z Claudią Cool, ma z nią syna Frankito (ur. w 2001 r.). Związek ten zakończył się jednak identycznie, jak poprzedni (rozwód w 2003 roku). W styczniu 2014 zaręczył się z Sarą Rose. Para pobrała się 11 października tego samego roku.

## Dyskografia

### Green Day
- Kerplunk (1992) – perkusja, gitara i wokal na "Dominated Love Slave"
- Dookie (1994) – perkusja, gitara i wokal na "All by Myself"
- Insomniac (1995) – perkusja
- Nimrod (1997) – perkusja
- Warning (2000) – perkusja i akordeon
- American Idiot (2004) – perkusja, pianino i wokal w "Homecoming" (Rock and Roll Girlfriend)
- Bullet In A Bible (2005) – perkusja i wokal wsperający
- 21st Century Breakdown (2009) – perkusja
- Awesome As Fuck (2011) – perkusja i wokal wsperający
- ¡Uno! (2012) – perkusja
- ¡Dos! (2012) – perkusja
- ¡Tré! (2012) – perkusja, pianino
- Revolution Radio (2016) – perkusja
- Father of All Motherfuckers (2020) – perkusja
- Saviors (2024) – perkusja

### The Lookouts
- One Planet One People (1987) – perkusja i wokal na "The Mushroom Is Exploding"
- Spy Rock Road (1989) – perkusja i wokal na "That Girl's from Outer Space"

### Foxboro Hot Tubs
- Stop Drop and Roll!!! (2008) – perkusja

### The Network
- Money Money 2020 (2003) – perkusja i wokal na "Hungry Hungry Models" (jako The Snoo)

## Wyposażenie
Bębny: Ludwig Custom Silver Sparkle Lacquer Finish
- 14" x 6 1/2" Black Beauty Snare
- 22" x 18" Bass Drum
- 14" x 10" Tom
- 16" x 16" Floor Tom
- 18" x 16" Floor Tom

Talerze: Zildjian
- 14" K/Z Dyno Beat Combination Hi-Hats
- 19" K Medium Thin Dark Crash
- 19" A Medium Thin Crash
- 22" Deep Ride
- 20" K Constantinople Orchestral (Crash-Ride)
- 19" K China

Kotły: Ludwig
- 23" Timpani
- 26" Timpani
- Remo heads (Emperor X, coated Emperors, clear Powerstroke 3)

Pałeczki: Zildjian Tre Cool Artist Series
Ekwipunek – Diagram

## Nagrody
- 1995 – Circus poll:
  - Najlepszy perkusista (Tré Cool)
- 1995 – The Bay Area Music Awards:
  - Znakomity perkusista
- 2001 – California Music Awards:
  - Znakomity perkusista